# Edmund Odorkiewicz
Edmund-Leon Odorkiewicz, ps. Czantoria, Uherski, Ostroróg, Hel, Odrowąż, Pieron (ur. 20 lutego 1907 w Chełmie, zm. 10 marca 1981 w Katowicach) – polski dziennikarz radiowy i publicysta, polityk, poseł do Krajowej Rady Narodowej (1945–1947).

## Życiorys

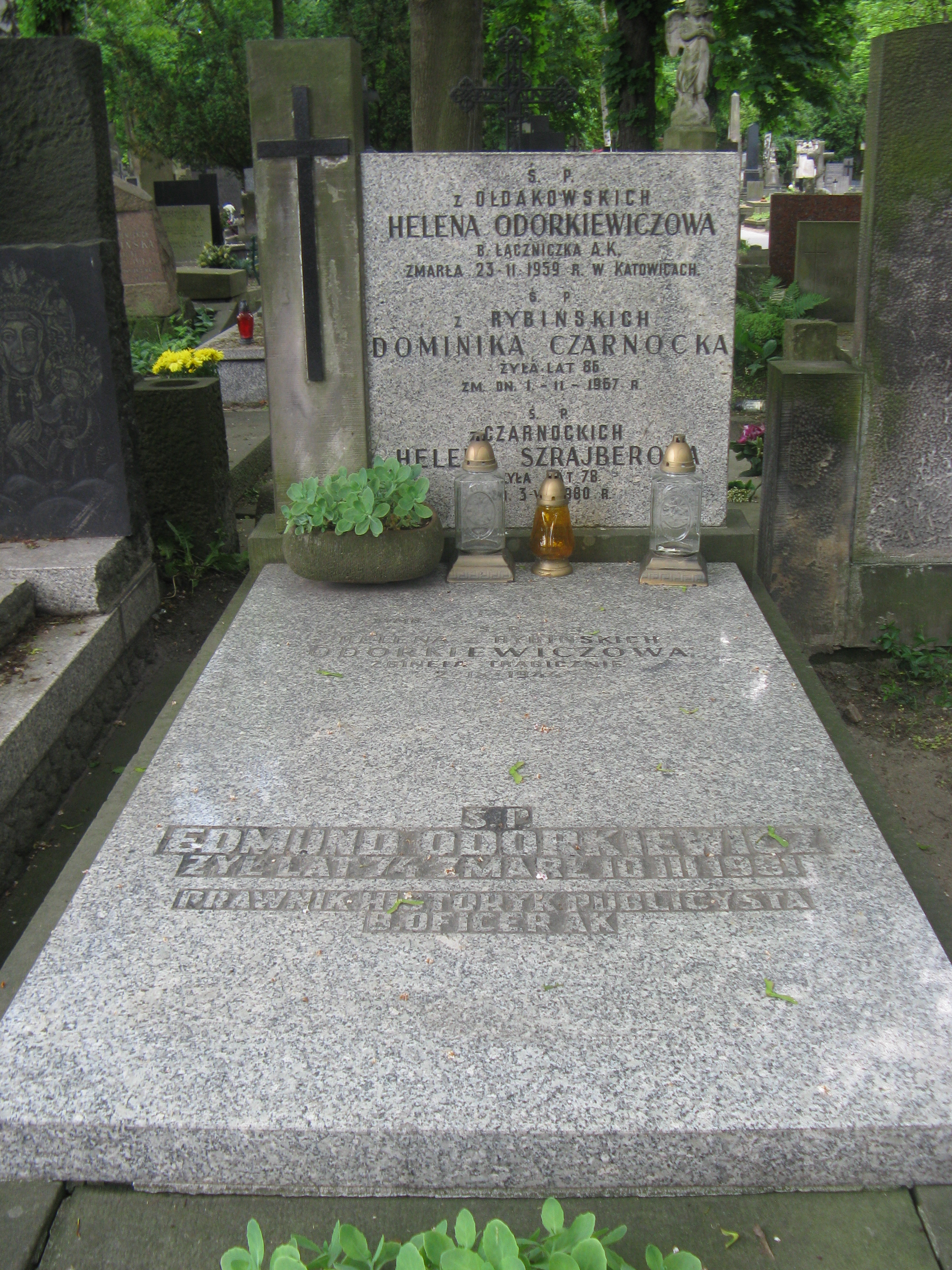
Grób Edmunda Odorkiewicza na cmentarzu Powązkowskim

Urodził się w rodzinie patriotycznej. Jego pradziadek po kądzieli był ostatnim wodzem powstania listopadowego. Miał dwóch braci: Zygmunta (1899–1919), poległego podczas wojny polsko-bolszewickiej, oraz Cypriana – dowódcę batalionu „Krybar”.  W 1915 podjął naukę w Gimnazjum im. Stefana Czarnieckiego w Chełmie. W młodości działał jako skaut. W latach 1917–1918 był gońcem POW. W 1925 rozpoczął studia na Wydziale Prawa i Nauk Politycznych UW. Przez pewien okres kształcił się również na Uniwersytecie im. Stefana Batorego. Był aktywny w centrolewicowym Związku Polskiej Młodzieży Demokratycznej. W 1927 został zatrzymany przez policję za złożenie podpisu w księdze kondolencyjnej wystawionej przez poselstwo ZSRR z okazji śmierci Wojkowa.
Rozpoczął pracę w związanym z BBWR „Kurierze Porannym”, gdzie sporo uwagi poświęcał tematyce niemieckiej. Na długo przed dojściem do władzy NSDAP przestrzegał przed zagrożeniem ze strony nazistów. Jako dziennikarz sporo podróżował, odwiedził m.in. Skandynawię, Estonię, Jugosławię, Węgry i Czechosłowację. W 1935 zakończył współpracę z Kurierem Porannym. Rok później znalazł pracę w dziale propagandy Naczelnej Dyrekcji Polskiego Radia. Od 1937 kierował Wydziałem Głównym PR w Katowicach, był również zastępcą dyrektora regionalnej rozgłośni. Udzielał się w Towarzystwie Przyjaciół Nauk w Katowicach.
W 1939 znalazł się w okupacyjnej strefie sowieckiej, z której uciekł w 1940. Pracował jako robotnik w Ogrodzie Saskim, później również w Szpitalu Zakaźnym im. św. Stanisława przy ul. Wolskiej. Przyłączył się do związanych z syndykalistami oddziałów „Wolność i Lud”. Wiosną 1944 wziął udział w akcji wykonania wyroku na dwóch kontrolerów tramwajowych współpracujących z Niemcami. Podczas powstania warszawskiego walczył w szeregach oddziału Radwana.
W 1945 ponownie znalazł się na Śląsku, gdzie objął posadę dyrektora rozgłośni regionalnej PR. Pisywał do „Dziennika Zachodniego”. Był pełnomocnikiem Stronnictwa Demokratycznego na region śląsko-dąbrowski (do partii wstąpił w lutym 1945). Zasiadał w Wojewódzkiej oraz Krajowej Radzie Narodowej. W 1946 był zwolennikiem oddzielnego startu SD w wyborach parlamentarnych. Z powodów politycznych nie umieszczono go na liście do Sejmu Ustawodawczego. W 1947 został zawieszony w prawach członka.
Po odejściu z aktywnej polityki poświęcił się pracy dziennikarskiej. Pracował m.in. w „Estradzie”. Pisywał do „Wrocławskiego Tygodnika Katolickiego”, „Trybuny Robotniczej”, „Kuriera Polskiego” i „Codziennego”, „Zarania Śląskiego” oraz „Katolika”.
Został pochowany na cmentarzu Powązkowskim (kwatera Y-4-11). 

## Życie prywatne
W 1929 poślubił Helenę z Ołdakowskich, z którą miał dwoje dzieci: Hannę Janinę Odorkiewicz-Sikocińską (ur. 1931), lekarza-kardiologa, oraz syna Andrzeja Hieronima (ur. 1932), radcę prawnego. Drugą żoną była Elżbieta Kiszkurno-Odorkiewicz (1925–2009).

## Ordery i odznaczenia
- Krzyż Srebrny Orderu Virtuti Militari
- Krzyż Komandorski Orderu Odrodzenia Polski
- Krzyż Zasługi z Mieczami
- Złoty Krzyż Zasługi (18 stycznia 1946)[3]
- Krzyż Walecznych (25 czerwca 1946)[4]
- Krzyż Partyzancki
- Srebrny Krzyż Zasługi (7 marca 1939)[5]
- Medal Zwycięstwa i Wolności 1945